# Patrimoine religieux de Bellevaux
Le patrimoine religieux de Bellevaux est un ensemble d'édifices et de monuments religieux bâtis à Bellevaux en Haute-Savoie, entre les XIIe et XXIe siècles.
Depuis le XIIe siècle, l'histoire de Bellevaux est profondément marquée par la religion. Pour la simple raison que le village doit sa naissance à l'implantation en même temps de deux communautés religieuses dans la vallée, les Bénédictins et les Chartreux en 1138. Depuis des siècles, la commune de Bellevaux s'est développée à l'ombre de ces deux ordres religieux qui ont laissé des souvenirs très vivaces.

## Lieux de culte
L'église de Bellevaux est une ancienne église paroissiale dédiée à l'Assomption de Marie. Elle fait désormais partie de la paroisse Notre-Dame-des-Hermones dont le siège se situe aux Allinges. La commune possède par ailleurs de nombreuses chapelles :
| Image | Nom                                            | Description |
| ----- | ---------------------------------------------- | --- |
|       | Église Notre-Dame-de-l'Assomption              | Restaurée au XVIIIe siècle et au XXe siècle. |
|       | Chapelle Saint-Bruno                           | Édifiée en 1651, puis 1960, marquant l'emplacement de l'ancienne chartreuse de Vallon ; |
|       | Chapelle Saint-André de l'Abbaye               | Édifiée en 1865, également sur l'emplacement de l'ancien prieuré de Vallon ; |
|       | Chapelle Notre-Dame-des-Neiges de Nifflon      | Édifiée en 1821. |
|       | Chapelle Notre-Dame-du-Purgatoire des Mouilles | Édifiée en 1875. |
|       | Chapelle du Merle                              | Édifiée en 1903. Durant la Révolution de 1789, une statue de la Vierge et le tabernacle de l'église du chef-lieu, qui était fermée à l'époque, furent cachés au pied du rocher de la Mottaz pour échapper aux saccages révolutionnaires. C'est en commémoration de cet évènement que la chapelle fut construite en 1903 par Ferdinand Tornier, habitant de la commune En 1978, l'édifice est rénové. Un peu en contrebas se trouve un bassin dont l'eau aurait des propriétés miraculeuses, surtout pour les maladies des yeux. |
|       | Chapelle du Châtelard                          | Construite en 1880 par Jean Cornier, elle est dédiée à Notre Dame du Purgatoire. Jusqu'en 1995, avait lieu une messe une fois par an. Au début des années 2000, elle est restaurée. Elle porte la mention « JEAN CORNIER 1880 » au-dessus de l'entrée. L'édifice n'est plus dépendant de la commune, la chapelle appartient à une propriété privée ; |

## Oratoires
La commune compte un grand nombre oratoires, plus de soixante-dix, souvent dédiés à la Vierge Marie ou à des saints protecteurs des travaux agricoles, dont quatre ou cinq remontent avant l'entrée des troupes révolutionnaires françaises dans le duché de Savoie, en 1792.
Ce petit patrimoine, symboles de la foi des populations des XVIIIe et XIXe siècles, est un élément de la vie quotidienne, en effet dans les hameaux éloignés de l'église du chef-lieu, c'est autour de l'oratoire que les habitants se réunissaient.
Deux noms d'artistes locaux nous sont parvenus, Emmanuel Gougain, François Ducret.
| Illustration | Nom                                                      | Date         | Observations |
| ------------ | -------------------------------------------------------- | ------------ | --- |
|              | Oratoire de la Dent                                      | XVIIe siècle | Restauré en 2007. |
|              | Oratoire de La Chéterie                                  | vers 1733    | Serait l'un des plus vieux oratoires, béni en 1733 par Mgr Michel-Gabriel Rossillon de Bernex, évêque de Genève de 1697 à 1734. |
|              | Oratoire de Jambaz-de-là Notre-Dame-des-Trois-Ave-Maria  | 1784         | Dédié à Notre-Dame des Trois Ave Maria. |
|              | Oratoire de l'Épuyer                                     | 1790         | Bâti par la famille Converset et Favre, contient une Vierge Noire provenant Einsiedeln,. |
|              | Oratoire Notre-Dame de Terramont                         | 1795         | |
|              | Oratoire des Doubines                                    | 1826         | Taillé sur un rocher, qui autrefois contenait une Vierge noire. |
|              | Oratoire des Jorettes                                    | 1869         | anciennement placé sur l'alpage de Valonnet, il a détruit par l’éboulement de 1943, à l'origine du lac de Vallon. Reconstruit avec les blocs retrouvés, par Raymond Meynet. |
|              | Oratoire de Sur le Saix                                  | 1885         | Aménagé sur la maison d'un cantonnier, aux bords de la route départementale 26. |
|              | Oratoire du chemin de La Buchille                        | 1866         | Édifié en commémoration du décès d'une jeune fille de 5 ans tuée par la chute d'un rocher, restauré en 1998, la niche contient une vierge de Lourdes en plastique et des fleurs artificielles. |
|              | Oratoire de La Haute-Meille                              | 1874         | . |
|              | Oratoire de La Douai                                     | 1879         | L'ancien oratoire date de 1733, signalé comme étant vide, est introuvable. L'édifice actuel est érigé en 1879. |
|              | Oratoire de Chez le Rey                                  | 1898         | , |
|              | Oratoire de La Chévrerie                                 | 1899         | Édifié par Michel Basile Pasquier et les fils Polycarpe. |
|              | Oratoire de Tré-le-Saix                                  | 1933         | Taillé par Cyrille Voisin, un habitant de Bellevaux. |
|              | Oratoire de La Houille « La Mouille », ou « L'Avouille » |              | |
|              | Oratoire du Cerny                                        | 1966         | l'ancien oratoire a été emporté lors du glissement de terrain de mars 1943, à l'origine du lac de Vallon. |
|              | Oratoire de la Haute-Meille                              | 1998         | Réalisé à partir d'un tronc d'arbre par Raymond Morand du hameau de La Clusaz, à la suite d'un rêve que les anciens du village lui ont demandé de bâtir un oratoire. |
|              | Oratoire du Jardin Alpin                                 | 2001         | Rappelle que jadis le cimetière des réprouvés se trouvait en ce lieu, il est refait par Jean-Louis Lambert de Domancy, qui l'a taillé dans du calcaire ocre, légèrement rosé, provenant de Hauteville et béni le 21 janvier 2001.                                                                       |
|              | Oratoire Notre-Dame des Indivis                          | 2007         | Édifié sur l'emplacement d'un ancien chalet à proximité de l'alpage des Nants. Dédié à monsieur Vuagnoux. |
|              | Oratoire de Chez Maurice                                 | 2008         | Situé à cheval entre les communes de Bellevaux et Vailly, l'oratoire contenait une vierge en bois, cet édifice aurait été bâti sur le socle d'un oratoire plus ancien emporté par un glissement de terrain, entièrement restauré en 2007.                                                               |
|              | Oratoire des Tannes                                      | 1934         | Construit en hommage à la famille Voisin. |
|              | Oratoire du mur de l'église                              | 1969         | Aménagé lors de la restauration du mur sous l'initiative du Père Baud, auparavant il abritait une statue de Saint Joseph. |
|              | Oratoire de Chavan                                       | octobre 2013 | Aménagé et béni à l'initiative de Claudius Félisaz, ancien maire de la commune. |
|              | Oratoire de Pététoz                                      | 2016         | Taillé dans un tronc d'arbre fixe abritant une vierge en bois sculpté. |
|              | Oratoire de la Ficlaz                                    | Inconnu      | . |
|              | Oratoire de Jambaz-de-çà (I)                             | 2002         | Taillé dans un rocher par un habitant du hameau, contient une Vierge en bois. |
|              | Oratoire de Jambaz-de-çà (II)                            | 2007         | Second oratoire réalisé dans un rocher par un habitant du hameau, comporte une Vierge en bronze. |
|              | Oratoire du Gros Feu                                     | 1850         | Cet oratoire a été construit par Monsieur Baud en 1850. |
|              | Oratoire de Vers le Turchet                              | 1940         | Bâti en 1940 en béton et en forme de guérite, cet oratoire repose sur un bloc de rocher. |
|              | Oratoire des Mouilles                                    | 1926         | Dédié à notre-Dame de Lourdes, il est encastré dans le mur d'une ferme du hameau, cet oratoire a été érigé par François Favrat pour la guérison de sa femme. |
|              | Oratoire de Nifflon d'en Bas                             | 1813         | |
|              | Oratoire d'Hirmentaz                                     | 1981.        | Oratoire érigé par le chanoine Meynet en 1981, qui est décédé en 2017[réf. nécessaire]. |
|              | Oratoire du Maly                                         | 1915         | Oratoire érigé par Joseph Louis Meynet, au dessus de la niche qui contient une Vierge à l'enfant en bois est gravée une inscription en latin qui veut dire je suis la gardienne de ses lieux et sous la niche une autre inscription accorde une indulgence de 5 ans et 5 quarantaines[réf. nécessaire]. |
|              | Oratoire au Jacques                                      | XIXe siècle  | Niche de 30 cm sur 20cm qui a été creusée dans un gros rocher par Jacques Converset, un habitant de Bellevaux[réf. nécessaire]. |
|              | Oratoire de la Chapelle Saint-Bruno                      | 2023         | Taillé dans un frêne atteint de chalarose, érigé en octobre 2023. |
|              | Oratoire de Foron d'en Haut                              | 2024         | Aménagé sur un chalet de l'alpage de Foron d'en Haut[réf. nécessaire]. |
|              | Oratoire Notre-Dame de la Compassion des Contamines      | 1737         | l'intérieur de l'oratoire est refait en 2024[réf. nécessaire] |

## Croix
La commune compte un grand nombre de croix sur son territoire.
Jean-Claude Vuagnoux, né en 1906 et mort en 1982 dans la commune, est un maréchal-ferrant et forgeron à l'origine de nombreuses croix dans la commune comme la croix à l'intérieur de l'église. Il est également l'artiste de la statue Vierge de la chapelle des Mouilles ou encore l'ostensoir de la chapelle de Nifflon.
| Image | Nom                                    | Description |
| ----- | -------------------------------------- | --- |
|       | Croix de Bellevaux                     | Datée de 1590 et a été inscrite monument historique en 1932. |
|       | Croix de Tré-l'Avouille                | Érigée en 2010, au sommet de la tête de Tré-l'Avouille, située sur les Rochers de la Mâche. |
|       | Croix du Calvaire de la Dent           | Située sur les Rochers de la Balme, bâtie à une date inconnue, la croix a été refaite en 2009. |
|       | Croix tombale de Jean-Jacques Favrat   | Aménagée devant la porte principale de l'église. |
|       | Croix de Béman d'en Bas                | Érigée en 1889, par Joseph Favier-Bron. |
|       | Croix de l'ancien chemin des Chartreux | Bien en pierre, elle est appelée croix de fer, sans doute qu'elle remplace une autre croix, en fer celle-là renversée à la Révolution, située le long de l'ancien chemin des Chartreux qui menait à l'Epuyer, la croix marque la limite entre les territoires de Bellevaux et de Vallon, cassée plusieurs fois, elle porte des traces de restaurations. |
|       | Croix des Bossons                      | Très ancienne croix en bois, selon la tradition orale, elle aurait été érigée à une date inconnue, à cet endroit où les habitants du hameau des Bossons et du Borgel accueillirent François de Sales par des jets de pierres, ce monument a été restauré et célébré par une messe en 2014.                                                              |
|       | Croix de Nifflon d'en Haut             | |
|       | Croix du Bry                           | Aménagée à une date inconnue, elle est restaurée en 1997. |
|       | Croix du Rocher de la Motte            | Cette croix est fabriquée par Jean Cornier en 2001. |
|       | Croix du Chenot                        | La croix est érigée en 2017. |
|       | Croix de la Tête de Charseuvre         | La croix est érigée en 2019. |

## Cimetière
Le cimetière de la commune date de 1880.
| Image | Nom                   | Description |
| ----- | --------------------- | --- |
|       | cimetière             | Aménagé en 1880. |
|       | Croix du cimetière    | Érigée en même temps que le cimetière. |
|       | Chapelle du cimetière | En 1884, le Prieur Sage veut bâtir une chapelle pour abriter les dépouilles des curés de la commune de Bellevaux, laquelle autrefois étaient inhumés dans l'église ou dans l'ancien cimetière. |
|       | Oratoire du Cimetière | Construit vers 1795. |